# Scuole di musica negli Stati Uniti
Negli Stati Uniti ci sono quattro tipi di scuole di musica. Tre di questi seguono i formati più tradizionali dell'educazione musicale. L'ultimo è più informale e comprende scuole che insegnano la storia e l'esecuzione della world music.

## Scuole preparatorie
Il primo tipo e apparentemente il più diffuso (anche se non il più grande) sono le scuole preparatorie. Quasi tutti i maggiori conservatori e scuole di musica degli Stati Uniti svolgono anche un programma preparatorio, che forma i bambini in età scolare elementare e i giovani in età scolare in spettacoli musicali, danza o altre attività artistiche. I migliori studenti dei programmi preparatori possono continuare i loro studi a livello post-secondario ed entrare in programmi di formazione professionale. Ci sono anche quattro collegi preparatori negli Stati Uniti che offrono formazione pre-professionale nella musica a livello universitario. Sono: la Crossroads School, la Idyllwild Arts Academy, l'Interlochen Center for the Arts e la Walnut Hill School.

## Conservatori Indipendenti
I conservatori sono il tipo più individuale e popolare di scuola di musica. Sono focalizzati completamente sulla musica e non sono specializzati in nient'altro. Di solito l'accento all'interno della scuola cadrà su studi "classici" o "contemporanei", sebbene negli ultimi anni questa divisione abbia iniziato a fondersi. Alcuni conservatori comprendono anche lezioni di teatro e danza, in particolare la Juilliard School, tuttavia questa istruzione di solito non è considerata parte della sezione "Conservatorio" della Scuola. Nella Juilliard School, ad esempio, ci sono tre scuole ciascuna che opera in modo quasi indipendente; la Juilliard School of Music è l'unica vera sezione della scuola con funzioni di "Conservatorio".
Importanti conservatori di musica classica negli Stati Uniti sono:
- Curtis Institute of Music (Filadelfia, PA)
- The Juilliard School (New York, NY)
- New England Conservatory (Boston, MA)
- Cleveland Institute of Music (Cleveland, OH)
- Boston Conservatory at Berklee (Boston, MA)
- The Colburn School (Los Angeles, CA)
- San Francisco Conservatory of Music (San Francisco, CA)
- Manhattan School of Music (New York, NY)
- New World Symphony Orchestra, (Miami, FL) (per i laureati della scuola di musica)
- Aspen Music Festival and School (Aspen, CO) come suggerisce il nome si tratta di un festival di musica classica annuale. È considerato uno dei migliori negli Stati Uniti, noto sia per la sua programmazione di concerti che per la formazione musicale, per lo più, di studenti di musica giovani-adulti.[1][2]

Importanti conservatori di musica contemporanea (jazz e stili popolari) sono:
- Berklee College of Music  (Boston, MA)
- Los Angeles Music Academy College of Music (Los Angeles, CA)
- The New School for Jazz and Contemporary Music (New York, NY)
- New England Conservatory (Boston, MA) (Jazz e Improvvisazione contemporanea/Composizione Jazz)
- Musicians Institute (Los Angeles, CA)
- La Divisione di Musica Contemporanea presso il Conservatorio di musica di Oberlin (Oberlin, OH) (comprende Composizione, Studi Jazz e Tecnologia nella Musica e Arti Correlate (Programma TIMARA)).

Spesso i requisiti accademici per i conservatori sono semplicemente complementari all'istruzione e alla carriera di uno studente di musica. Questo li rende molto popolari tra gli studenti che mirano a una carriera professionale e che non desiderano ottemperare a tutti i requisiti accademici normalmente richiesti nelle scuole di musica che fanno parte di un'università più grande.

## Conservatorio come parte di una grande università
Queste scuole sono in qualche modo tra una scuola di musica universitaria e un conservatorio indipendente.
Diversi conservatori e scuole di musica contemporanea (jazz) che sono legati a un'università spesso funzionano come un'entità separata mentre sono collegati a un'università. Ci sono diverse ragioni per cui i conservatori di musica vogliono essere affiliati alle università. Essere affiliato con un'università può consentire a un college di musica di offrire ai suoi studenti un'istruzione più ampia, perché consente agli studenti del college di musica di seguire corsi di arte liberale dell'università (ad es. Letteratura inglese, storia, ecc.) e d'altra parte consente a studenti del campus universitario principale dotati di talento musicale di avere accesso a lezioni di musica di livello di conservatorio. Inoltre, con l'affiliazione, gli studenti del college di musica possono essere in grado di utilizzare le strutture dell'università, come palestra, piscina e servizi sanitari. Infine l'affiliazione con un'università può consentire a un college di musica di offrire una gamma più ampia di diplomi, come il Master of Music (M.Mus.), che l'università può essere in grado di concedere. Tuttavia, a causa della separazione, agli studenti viene spesso data più libertà nella scelta del proprio curriculum rispetto a quelli di una tipica scuola di musica universitaria. Ad esempio, mentre hanno la possibilità di frequentare le lezioni nel campus universitario principale, generalmente non sono tenuti a farlo. Allo stesso modo, agli studenti di musica più orientati al mondo accademico viene data più libertà di perseguire i propri interessi non musicali di quanto non sarebbero in un normale conservatorio indipendente.
Notevoli casi di conservatori affiliati alle università sono la Eastman School of Music (affiliata all'Università di Rochester), la Bienen School of Music (affiliata alla Northwestern University), il Mannes College (affiliato alla New School), la Blair School of Music (affiliata alla Vanderbilt University), il Conservatorio di Musica di Kansas City all'Università del Missouri–Kansas City, il Conservatorio di Musica di Cincinnati all'Università di Cincinnati, la Thornton School of Music (affiliata all'Università della California del Sud) e il Peabody Institute (affiliato con The Johns Hopkins University). Tutti questi conservatori erano scuole indipendenti prima di entrare in un'entità più grande. Ad esempio, Eastman e Mannes, pur avendo uffici di ammissione separati rispetto all'università più grande, condividono entrambi i tesorieri dell'entità più grande e gli uffici dei servizi agli studenti. Queste scuole vengono anche rimosse dai rispettivi campus universitari, dimostrando ulteriormente la loro indipendenza.
Sebbene alcune di queste scuole di musica rinunci a richiedere ai potenziali candidati di soddisfare gli standard di ammissione all'università, la maggior parte segue ancora una rigida struttura complementare dell'istruzione generale insieme all'educazione musicale.

### Elenco dei conservatori parte di università
Sebbene strettamente legate a conservatori indipendenti, alcune importanti scuole di musica sono incorporate in università più grandi.
Esempi notevoli di questo tipo di scuola di musica sono:
- Aaron Copland School of Music presso il Queens College, City University of New York (Flushing, NY)
- Bard College Conservatory of Music (Annandale-on-Hudson, NY)
- Bienen School of Music della Northwestern University (Evanston, IL)
- Blair School of Music della Vanderbilt University (Nashville, TN)
- Boston University School of Music (Boston, MA)
- Boston University Tanglewood Institute (Lenox, MA)
- Carnegie Mellon School of Music presso la Carnegie Mellon University (Pittsburgh, PA)
- Chicago College of Performing Arts presso la Roosevelt University (Chicago, IL)
- Conservatory of Music presso il Wheaton College (Wheaton, IL)
- Eastman School of Music presso la University of Rochester (Rochester, NY)
- Florida State University College of Music (Tallahassee, FL)
- Ithaca College School of Music (Ithaca, NY)
- Jacobs School of Music presso la Indiana University (Bloomington, IN)
- Lawrence University Conservatory of Music (Appleton, WI)
- Longy School of Music of Bard College (Cambridge, MA) (Dal 1º aprile 2012 è parte del Bard College)
- Mannes School of Music della The New School (New York, NY)
- Moores School of Music dell'University of Houston (Houston TX)
- Oberlin Conservatory of Music (Oberlin, OH)
- Peabody Institute della Johns Hopkins University (Baltimora, MD)
- Sarah and Ernest Butler School of Music dell'The University of Texas at Austin (Austin, TX)
- Shepherd School of Music alla Rice University (Houston (Texas))
- The Hartt School all'University of Hartford (West Hartford, CT)
- USC Thornton School of Music dell'University of Southern California (Los Angeles, CA)
- UNCG School of Music, Theatre and Dance (Greensboro, NC)
- University of Cincinnati College-Conservatory of Music (Cincinnati, OH)
- University of Michigan School of Music, Theatre & Dance (Ann Arbor, MI)
- University of North Texas College of Music (Denton, TX)
- Yale School of Music della Yale University (New Haven, CT)

## Altre
Il quarto tipo di scuola di musica è il più informale. Queste scuole non sono comprese in termini di riconoscimento come scuola autorizzata allo status legale senza scopo di lucro. Quasi tutti possono frequentare queste scuole e pagare una tassa per l'istruzione in diversi tipi di musica.